# Ambiente operativo
Un ambiente operativo è un middleware che integra un sistema operativo implementando in esso un particolare ambiente software nel quale eseguire applicazioni specificatamente scritte per tale ambiente. L'esempio più noto di ambiente operativo è certamente Microsoft Windows, destinato ad integrare i sistemi operativi MS-DOS e PC DOS, due sistemi operativi per personal computer utilizzati negli anni ottanta e novanta del XX secolo.
Lo scopo dell'ambiente operativo è quello di mettere a disposizione dei programmatori un ambiente software che offre funzionalità aggiuntive rispetto a quelle normalmente offerte dal sistema operativo a cui è destinato l'ambiente operativo in modo da poter offrire, agli utenti finali di tale sistema operativo, applicazioni più evolute rispetto a quelle normalmente offerte. Ad esempio la funzionalità certamente più appariscente che Microsoft Windows aggiunge ai sistemi operativi MS-DOS e PC DOS è il desktop environment. Un'altra funzionalità, meno appariscente ma non per questo meno utile, che Microsoft Windows aggiunge ai sistemi operativi MS-DOS e PC DOS è il multitasking.

## Storia

### Ambienti operativi DOS
Nella metà degli anni 1980, basata su testo e grafica ambienti operativi dell'interfaccia utente come IBM TopView, Microsoft Windows, Digital Research's GEM Desktop, GEOS e DESQview di Quarterdeck Office Systems circondato da sistemi operativi DOS con una shell che ha trasformato l'utente visualizzazione in un "desktop" orientato a menu per la selezione e l'esecuzione di applicazioni PC. Questi programmi erano più che semplici sistemi di menu: in quanto ambienti operativi alternativi erano sostituti di programmi integrati come Framework e Symphony, che consentivano operazioni di commutazione, windowing e copia e incolla tra applicazioni dedicate. Questi sistemi di ambienti operativi offrivano agli utenti gran parte della comodità del software integrato senza bloccarli in un unico pacchetto. Ambienti operativi alternativi hanno reso ridondanti le utilità popup di TSR come Borland Sidekick. Windows ha fornito la propria versione di queste utilità e metterle sotto il controllo centrale potrebbe eliminare i conflitti di memoria RAM. Nelle versioni successive, Windows si è evoluto da un ambiente operativo a un sistema operativo completo con DOS come bootloader (Windows 9x) e contemporaneamente è stato sviluppato un sistema operativo completo, Windows NT. Tutte a partire da Windows 2000 sono state basate sul kernel di Windows NT.

## Quando si sceglie di sviluppare un ambiente operativo
I casi in cui si sceglie di sviluppare un ambiente operativo invece di aggiornare direttamente il sistema operativo con le funzionalità aggiuntive desiderate sono essenzialmente due ed entrambi riferibili a software proprietario:
- chi sviluppa l'ambiente operativo non detiene i diritti sul sistema operativo a cui è destinato l'ambiente operativo;

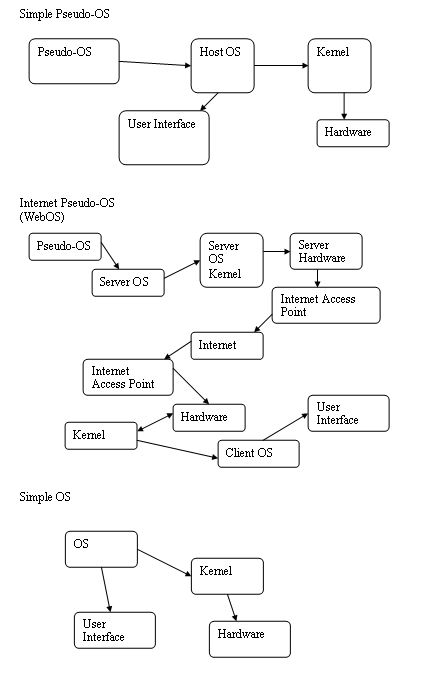
Pseudo-OS e OS

- Pseudo-OS e OSchi sviluppa il sistema operativo ritiene che le funzionalità aggiuntive di cui vuole dotare il sistema operativo rappresentano un miglioramento troppo grande a cui la maggior parte degli utenti finali del sistema operativo potrebbero non essere interessati.

Nel primo caso lo sviluppatore dell'ambiente operativo non detenendo i diritti sul sistema operativo ovviamente non è libero di apportare modifiche al sistema operativo. Il secondo caso è invece quello di Microsoft Windows: la Microsoft Corporation all'epoca, pur detenendo i diritti su MS-DOS (non su PC DOS), scelse di realizzare l'ambiente operativo Microsoft Windows invece di aggiornare direttamente il sistema operativo MS-DOS ritenendo le funzionalità di Microsoft Windows un aggiornamento troppo grande a cui la maggior parte degli utenti di MS-DOS avrebbero potuto non essere interessati. In sostanza quella di Microsoft Corporation fu una scelta di cautela per evitare di imboccare una strada commercialmente fallimentare.
La scelta non fu certamente lungimirante visto che oggi tutti i sistemi operativi per personal computer sono dotati di desktop environment e multitasking. Ma rappresentò in ogni caso la strategia di mercato giusta in quanto Microsoft Corporation attese di essere certa che i propri clienti fossero pronti per le funzionalità aggiuntive di Microsoft Windows. Le prime release di Microsoft Windows infatti non ebbero molto successo di vendita: inizialmente l'ambiente operativo Microsoft Windows fu considerato un software per applicazioni evolute destinate quindi ad utenti evoluti. Questo nonostante che molti sistemi operativi per personal computer all'epoca concorrenti di MS-DOS (ad esempio Mac OS, AmigaOS, Atari TOS) fossero dotati di serie di desktop environment.
La prima release dell'ambiente operativo Microsoft Windows che iniziò a conquistare l'utente normale di MS-DOS fu la 3.0 del maggio 1990. Successivamente la release 3.1, pubblicata nell'agosto 1992, diventò la norma per i personal computer dotati di MS-DOS o PC DOS.